# Ciclo della Terra morente
Il ciclo della Terra morente è una serie di narrativa fantasy scritta da Jack Vance e composta da quattro libri pubblicati tra il 1950 e il 1984. Il contenuto varia dalla raccolta di storie brevi a romanzi formati dall'unione di storie brevi precedentemente pubblicate.
Il primo libro della serie Il crepuscolo della Terra (The Dying Earth) è arrivato al sedicesimo posto su 33 in un sondaggio del 1987 tra gli abbonati di Locus per le migliori storie fantasy di tutti i tempi, sebbene fosse stata venduta come una collezione e l'ISFDB la definisca "una serie di storie debolmente connesse".

## Ambientazione
Le storie del ciclo sono ambientate in un futuro remoto in un momento in cui la Luna è scomparsa e il Sole è quasi completamente esaurito, la sua luce spesso si affievolisce minacciando di spegnersi per sempre, prima di tornare a brillare fiocamente.
La Terra è generalmente deserta e fredda, infestata da vari mostri (spesso creati da un mago delle ere precedenti) e da strane piante e animali, punteggiato qua e là dalle rovine di civiltà antiche, e da città che ospitano le civiltà superstiti. La popolazione umana è in via di costante diminuzione ed è in gran parte sopraffatta da un'attitudine fatalista. In gran parte vive in edifici costruiti molto tempo prima, in vari stati di degradazione, squallore o lussuria. Molte persone usano tecnologie o magie create nelle ere passate di cui non comprendono più il funzionamento. La linea di distinzione tra la tecnologia creata dalla magia e quella creata dalla scienza è confusa e viene suggerito che alla fin fine magia e tecnologia sono indistinguibili. I personaggi delle storie sono consapevoli di vivere su una "Terra morente" e spesso fanno riferimenti noncuranti e nichilistici sul fatto che al pianeta non resta più molto da vivere, dando per scontato che ben presto il Sole si esaurirà, anche se non viene mai indicato quanto esattamente resta alla Terra da vivere, potrebbero essere solo decadi o magari ancora migliaia o milioni di anni.
Molti delle persone più importanti di Ascolais sono stregoni che usano magie memorizzate sotto forma di lunghe formule rituali. Una volta lanciati, gli incantesimi sono immediatamente dimenticati, e per lanciare nuovamente un incantesimo il mago deve memorizzarlo un'altra volta. A causa di ciò anche i maghi più bravi possono memorizzare e preparare solo una manciata di incantesimi. I maghi si affidano anche a reliquie magiche e ad abilità e talenti mondani per proteggersi. Delle migliaia di incantesimi scoperti nel corso della storia umana, solo un centinaio sono ancora ricordati. Uno dei personaggi, Pandelume, implica che quello che gli abitanti della Terra morente chiamano "magia" ha un'origine scientifica e molti incantesimi sono stati inventati sulla base dell'applicazione della matematica e della scienza.

### Personaggi
CugelAutosoprannominatosi "l'astuto", Cugel è il classico antieroe vanciano. Sebbene si vanti di essere un esteta e si ritenga superiore a chi lo circonda, nelle sue azioni è un bugiardo, imbroglione, ladro impenitente, codardo senza vergogna, ciarlatano, egoista, avido e così via. Spesso tenta di sfruttare chi lo circonda, ma altrettanto spesso è a sua volta la vittima di un imbroglio. Il soprannome "l'astuto" è almeno in parte un titolo ironico. Nonostante si vanti di essere un seduttore di donne, in un racconto ne scambia una con dei banditi in cambio d un salvacondotto, in un altro racconto ne abbandona un'altra ad annegare e non fa niente per tentare di evitare la distruzione del suo villaggio. Tratta comunque così anche gli uomini. Per esempio con la complicità di un prete inganna cinquanta pellegrini nel compiere un futile pellegrinaggio, in modo da poter essere accompagnato nell'attraversamento di un pericoloso deserto. Solo quindici sopravviveranno al viaggio. D'altra parte mostra una genuina preoccupazione per il più altruista dei pellegrini, cosa che sorprende anche lui.
GuyalGuyal of Sfere è un giovane e ricco uomo famoso tra la sua gente per continuare a porre una serie infinita di domande, a causa di un "vuoto" nella sua mente che lo spinge a cercare la conoscenza. Infine suo padre gli concede un incantesimo di protezione così che possa cercare il mitico Museo dell'Uomo e porre le sue domande al suo leggendario curatore che tutto conosce.
MazirianUn mago avido e senza cuore che non si arresta di fronte a niente per ottenere quanto più potere e conoscenza magica può. Sebbene Mazirian, come Turjan sia capace di creare la vita artificiale, le sue creazioni mancano di intelligenza umana. Imprigiona Turjan per obbligarlo a rivelare i suoi segreti.
Ulan DhorUlan è uno stregone e spadaccino, nipote del Principe Kandive. Parte per la città di Ampridatvir per recuperare delle antiche tavolette che si suppone contengano antiche conoscenze e magie.
ElaiElai è una ragazza che aiuta Ulan Dhor quando questi raggiunge Ampridatvir. Appartiene agli adoratori di Cazdal vestiti di grigio. Ulan le rivela la verità sulla città e lei gli fa da guida e compagna. Non riesce comunque a vedere chi veste di verde.
KandiveIl Principe Kandive il dorato, è il decadente e indolente monarca della città di Kaiin. È anche uno stregone di considerevole potere da cui Mazirian ruba il segreto di una vita innaturalmente lunga. La sua età è sconosciuta. Kandive finanzia la spedizione di suo nipote, Ulan Dhor.
PandelumePandelume è un potente stregone che risiede nel reame di Embelyon. Pandelume conosce molti segreti altrimenti persi alla conoscenza umana all'epoca di Turjan, tra cui quello di creare la vita artificiale, tutti gli incantesimi che siano mai stati creati e tutte le scienze come la matematica. Comunque non è né perfetto, né infallibile, la sua creazione T'sais è difettosa e gli occorre l'aiuto di Turjan per recuperare una reliquia magica che gli serve per sconfiggere un vecchio nemico. Sebbene possieda un corpo fisico, Pandelume non viene mai visto dagli altri personaggi, apparentemente il solo vederlo può causare pazzia o morte.
ShierlShierl è la figlia del castellano dei Saponidi. Quando questi forzano Guyal a scegliere la più bella donna di Saponce, come parte di una punizione in tre parti, questi sceglie Shierl, inavvertitamente condannandola ad essere sacrificata al demone Blikdak insieme a lui. Mentre l'esercito Saponide li scorta fino al Museo dell'Uomo Guyal e Shierl si innamorano.

### Luoghi
AmpridatvirUna città antica, come Kaiin, dagli edifici in rovina, sebbene molta della sua tecnologia sia ancora utilizzabile, come nastri di trasporto per i pedoni e ascensori che usano l'antigravità. La città è stata nel passato la sede di un'avanzata civilizzazione i cui bisogni erano soddisfatti dalla magia e dalla tecnologia, governata dal mago Rogol Domedonfors. Comunque a causa dei contrasti interni tra gli adoratori del dio Pansiu e quelli del dio Cazdal la città è caduta in declino. Prima di morire Rogol creò due tavolette che se combinate fornirebbero il segreto del suo potere, consegnandone una al capo di ciascuna setta. Gli abitanti vivono sotto una maledizione. Gli adoratori di Pansiu vestono di verde e non vedono le persone che vestono di grigio, mentre gli adoratori di Cazdal vestono grigio e non vedono chi veste di verde. In conseguenza di ciò le due fazioni sono completamente inconsapevoli dell'esistenza della fazione rivale. Tradizionalmente i cercatori di gloria vestono di rosso e tentano di recuperare la tavoletta mancante alla propria fazione, senza realizzare che ciò li renderà visibili a tutti e li condanna a essere uccisi da un attaccante per loro invisibile. Le persone razionalizzano ciò pensando che chi indossa il rosso viene ucciso da un fantasma invisibile.
AscolaisUna terra coperta di foreste dove risiedono Turjan, Mazirian e molti altri maghi e strane creature. Parte di essa è governata da Kandive.
EmbelyonEmbelyon è un reame che esiste in un luogo separato da quella della Terra Morente, potrebbe essere in un sistema solare differente o in un altro piano di esistenza. Vi dimora Pandelume che possiede ancora molti degli incantesimi e delle conoscenze che le civiltà umane hanno dimenticato. È descritto come una terra fantastica con molte piante ed animali alieni, coperta da un cielo dai colori cangianti e prismatici.
KaiinKaiin è una città ai confini di Ascolais governata dal Principe Kandive il dorato. La città, vecchia di migliaia di anni è in rovina e solo alcuni edifici sono ancora abitabili. Nonostante questo le poche persone rimanenti sono relativamente erudite e sofisticate, sebbene Kandive li derida come un popolo decadente che cerca solo modi stravaganti di passare il tempo.
SaponceSaponce è la città abitata dai saponidi, un popolo governato da antiche tradizioni. Le loro credenze sono basate sulla premessa che poiché il passato è un'epoca più gloriosa e civilizzata del presente, devono rispettare le tradizioni antiche senza porsi domande. È una società dalle regole sociali estremamente rigide e complesse, con punizioni ridicolmente complicate, solitamente torture letali, per gli stranieri che inconsapevolmente non le rispettano.

### Creature
Chun l'inevitabilein originale Chun the Unavoidable, una misteriosa entità che vive nelle rovine a nord di Kain. Chun uccide e ruba gli occhi di chi cerca di derubarlo, inseguendo instancabilmente i suoi nemici.
DeodandUmanoidi dall'aspetto di piacenti uomini muscolosi, ma dalla pelle nera priva di lucentezza . Sono creature forti, carnivore e dagli istinti omicidi, ma sono vulnerabili alla magia che perciò temono.
GaunCreature rozzamente umanoidi che infestano di notte le strade di Ampridatvir, catturando e mangiano ogni essere umano che riescono a catturare. Sono grandi, forti e poco intelligenti con la pelle pallida, gambe pelose, denti aguzzi e braccia lunghe un paio di metri.
OastCreature dall'aspetto di umani molto alti con capelli biondi e occhi azzurri, ma non molto più intelligenti del bestiame. Le tribù a nord di Ascolais li usano come cibo, bestie da monta e da soma.
Twk-MenPiccoli uomini dalla pelle blu che cavalcano libellule. Sono utili fonti di informazioni, ma possono essere anche corrotti per mentire ad altri. Solitamente sono pagati con sale, che bramano per ragioni ignote.

## Origini
Vance scrisse le prime di queste storie mentre serviva nella Marina mercantile degli Stati Uniti d'America durante la seconda guerra mondiale. Alla fine degli anni quaranta diverse di queste storie furono pubblicate su rivista.
Secondo Sam Merwin, i primi articoli che Vance propose alle riviste negli anni quaranta erano stati pesantemente influenzati dallo stile di James Branch Cabell. Lin Carter annota diversi esempi di influenze di Cabell sui primi lavori di Vance e suggerisce che questi primi esperimenti sullo stile di Cabell si siano evoluti nei racconti di questo ciclo

## Libri
Vance scrisse quattro raccolte di racconti.
- Il crepuscolo della Terra (The Dying Earth, 1950, pubblicata anche come Mazirian the Magician): è un'antologia di racconti inediti.
  - Turjan di Miir (Turjan of Miir)
  - Il mago Mazirian (Mazirian the Magician)
  - Tsais (T'sais)
  - Lian il viandante (Liane the Wayfarer, noto anche come The Loom of Darkness)
  - Ulan Dhor (Ulan Dhor Ends a Dream, noto anche come Ulan Dhor)
  - Guyal di Sfer (Guyal of Sfere)
- Le avventure di Cugel l'astuto (The Eyes of the Overworld, 1966, pubblicato anche come Cugel the Clever), un romanzo formato dall'unione di sei storie di cui cinque precedentemente pubblicate, incentrate sulla figura di Cugel l'astuto.
  - Il sopramondo (The Overworld), già pubblicata in Fantasy & Science Fiction, dicembre 1965
  - Cil (Cil, 1966)
  - Le montagne di Magnatz (The Mountains of Magnatz), già pubblicata in Fantasy & Science Fiction, febbraio 1966
  - Pharesm lo stregone (The Sorcerer Pharesm), già pubblicata in Fantasy & Science Fiction, aprile 1966
  -  I pellegrini (The Pilgrims), da F&SF, giugno 1966
  - La grotta nella foresta (The Cave in the Forest, originariamente la prima metà di The Manse of Iucounu)
  - La dimora di Iucounu (The Manse of Iucounu), già pubblicata in Fantasy & Science Fiction, luglio 1966
- La saga di Cugel (Cugel's Saga, 1983, pubblicato anche come Cugel: The Skybreak Spatterlight). Come il precedente composto da racconti collegati fra loro incentrati sulle avventure di Cugel l'astuto, ma con una struttura meno episodica del precedente.
  - Flutic, la prima parte del primo capitolo è stata pubblicata separatamente nell'antologia italiana Fantasy (marzo 1996) e ripubblicata in inglese come Coup de Grace and Other Stories, un campione della Vance Integral Edition
  - La locanda delle lampade blu (The Inn of Blue Lamps)
  - A bordo della Galante (Aboard the Galante)
  - Lausicaa
  - L'oceano dei sospiri (The Ocean of Sighs)
  - Le colonne (The Columns)
  - Faucelme
  - Sui moli (On the Docks)
  - La carovana (The Caravan)
  - Le diciassette vergini (The Seventeen Virgins), da F&SF ottobre 1974
  - La borsa dei sogni (The Bagful of Dreams), da Flashing Swords! 4: Barbarians and Black Magicians, a cura di Lin Carter, 1977
  - I quattro maghi (The Four Wizards)
  - La sprizzaluce (Spatterlight)
- Rhialto il meraviglioso (Rhialto the Marvellous, 1984). Collezione di storie correlate fra di loro più un saggio, con una prefazione che descrive lo stato generale del mondo nel XXI eone.
  - Premessa (Foreword), con una lista dei personaggi
  - La Murthe (The Murthe)
  - Il cristallo di Punta Eclisse (Fader's Waft)
  - Le pietre ioun (Morreion), già pubblicato nell'antologia Flashing Swords! #1, a cura di Lin Carter, 1973

### Altri autori
Alcuni seguiti sono stati scritti da altri autori, con l'autorizzazione di Vance.
Il primo racconto pubblicato di Michael Shea, A Quest for Simbilis (1974), fu un seguito autorizzato al Eyes of the Overlord. Comunque quando Vance riprese in mano la sua ambientazione con La saga di Cugel proseguì in maniera diversa la storia.
L'antologia Songs of the Dying Earth (a cura di George R. R. Martin e Gardner Dozois, 2009), pubblicata in Italia divisa in tre volumi nella collana Urania: Storie dal crepuscolo di un mondo/1, Storie dal crepuscolo di un mondo/2 e La terra al tramonto è composta da racconti brevi di diversi scrittori ambientati nella Terra morente. Al termine di ogni racconto c'è una postfazione dell'autore del racconto che commenta la sua opinione sull'opera di Vance. Jeff VanderMeer successivamente espanse il suo racconto contenuto nell'antologia (The Final Quest of the Wizard Sarnod) nel racconto The Three Quests of the Wizard Sarnod.
Nel 2010 Michael Shea scrisse un'altra storia autorizzata appartenente al ciclo, con Cugel come uno dei personaggi, Hew the Tintmaster, pubblicato nell'antologia Swords & Dark Magic: The New Sword and Sorcery, (a cura di Jonathan Strahan e Lou Anders, 2010).

### Edizioni italiane
In italiano il primo volume è stato pubblicato in tre edizioni differenti, la prima volta da solo e le altre due insieme al secondo. Il terzo e quarto volume sono stati pubblicati separatamente:
- Il crepuscolo della Terra (The Dying Earth), traduzione di Laura Virgili, collana Cosmo 127, Ponzoni Editore, 1963.[5]
- Crepuscolo di un mondo, contiene La terra morente (The Dying Earth) e Le avventure di Cugel l'astuto (The Eyes of Overworld), traduzione di Maria Teresa Aquilano e Roberta Rambelli, collana Orizzonti, Fanucci Editore, 1974.[6]
- La terra morente, contiene La terra morente (The Dying Earth) e Cugel l'astuto (The Eyes of Overworld), traduzione di Gianluigi Zuddas, collana Cosmo Oro, Editrice Nord, 1994.[7]
- La saga di Cugel (Cugel's Saga), traduzione di Maria Agnese Grimaldi, collana Il libro d'oro, Fanucci Editore, 1989, ISBN 88-347-0100-3.[8]
- Rhialto il meraviglioso (Rhialto the Marvellous), traduzione di Gianluigi Zuddas, collana Il libro d'oro, Fanucci Editore, 1986.[9]

## Influenza
L'influenza del ciclo è stata tale che ha dato il suo nome all'omonimo genere, pur non essendo stata la prima opera di questo tipo.

### Giochi di ruolo
Gary Gygax, uno degli autori del gioco di ruolo Dungeons and Dragons era un appassionato dei romanzi di Jack Vance e incorporò molti aspetti della serie della Terra morente nel gioco. Il sistema magico di Dungeons and Dragons per cui un mago può memorizzare un numero limitato di incantesimi, che dimentica immediatamente dopo averli lanciati è basato sulla magia come descritta nella Terra morente. Alcuni degli incantesimi del gioco, come il "raggio prismatico", o degli oggetti magici, come le "pietre ioun" sono basati su incantesimi o oggetti che compaiono nelle storie. Il nome di Vecna, una divinità della magia in Dungeons & Dragons, è l'anagramma di "Vance".
Il gioco di ruolo Talislanta (1987) di Stephan Michael Sechi venne ispirato dai lavori di Jack Vance e la prima edizione de The Chronicles of Talislanta è a lui dedicata.
La Pelgrane Press ha pubblicato il gioco di ruolo The Dying Earth Role Playing Game, ambientato ufficialmente nella Terra morente e l'ha supportato con alcuni numeri della rivista The Excellent Prismatic Spray (così battezzata dal nome di un incantesimo).